# موشه کاتساو
موشه کاتساو (به عبری: מֹשֶׁה קַצָּב) یا موسی قصاب (نام فارسی))، (زادهٔ ۵ دسامبر ۱۹۴۵) هشتمین رئیس‌جمهور دولت اسرائیل بود که از سال ۲۰۰۰ تا ۱۵ ژوئیه ۲۰۰۷ میلادی مقام ریاست جمهوری اسراییل را بر عهده داشت. او از یهودیان ایرانی است و به همراه خانواده‌اش در سال ۱۹۵۱ به اسرائیل مهاجرت کرد. نام عبری موشه را که نام موسی است، در شناسنامه او نوشتند.
در میان مهاجران ایرانی، کاتساو اولین فردی است که به بالاترین مقام سیاسی کشور دیگری (مقام ریاست جمهوری اسرائیل) دست یافته است.
دوره ریاست جمهوری او همزمان با ریاست جمهوری محمد خاتمی در ایران بود.
در ۱۵ اکتبر ۲۰۰۶، پلیس اسراییل ادعا کرد که شواهد کافی برای متهم کردن او به تجاوز جنسی و استراق سمع غیرقانونی را دارد. پس از آن دادستان کل اسراییل در ۲۹ اکتبر به او پیشنهاد کرد که از قدرت کناره بگیرد. اما او نپذیرفت و خود را بی‌گناه دانست. در ۲۳ ژانویهٔ سال بعد دادستان کل اعلام کرد که قصد دارد علیه کاتساو کیفر خواست صادر کند. از آنجا که رئیس‌جمهور مصونیت قضایی دارد، تا قبل از استعفا یا پایان دورهٔ مسئولیت، محاکمه مقدور نیست. اما کاتساو در برابر فشارها مقاومت کرد و استعفا نداد و درخواست مرخصی سه‌ماهه کرد تا دوران ریاست جمهوریش به اتمام برسد.

## محکومیت و زندان
در ۲۲ مارس ۲۰۱۱ میلادی، دادگاهی در اسرائیل، موشه کاتساو، رئیس‌جمهوری سابق اسرائیل را به جرم تجاوز به عنف و آزار جنسی به هفت سال زندان محکوم کرد. موشه کاتساو در تاریخ دسامبر ۲۰۱۰ میلادی، در یک دادگاه در شهر تل‌آویو در ارتباط با اتهام تجاوز به یک کارمند زن در دهه ۱۹۹۰ میلادی مجرم شناخته شده‌بود. او در آن سال‌ها سمت وزیر گردشگری اسرائیل را به عهده داشت.